# Chiara Mingarelli
Pour les articles homonymes, voir Mingarelli.
 (janvier 2022).
Chiara Mingarelli est une astrophysicienne italo-canadienne qui étudie les ondes gravitationnelles. Elle est chercheuse associée au Flatiron Institute Center for Computational Astrophysics et professeure assistante de physique à l'Université du Connecticut. Elle est également écrivain scientifique et communicatrice.

## Éducation
Mingarelli a grandi à Ottawa, au Canada. Elle a obtenu un baccalauréat universitaire en mathématiques et en physique de l'Université Carleton, au Canada, en 2006. Elle est partie pour l'Université de Bologne pour une maîtrise en astrophysique et cosmologie, qu'elle a obtenue en 2009. La thèse de doctorat de Mingarelli, Gravitational Wave Astrophysics with Pulsar Timing Arrays, a été sélectionnée par Springer Nature comme « thèse de doctorat exceptionnelle » en 2016,. Elle a obtenu son doctorat à l'Université de Birmingham avec Alberto Vecchio en 2014,.

## Recherche
Mingarelli est une astrophysicienne spécialiste des ondes gravitationnelles qui tente de comprendre la fusion des trous noirs supermassifs. Mingarelli prédit les signatures d'ondes gravitationnelles nanohertz de telles fusions. Elle les mesurera à l'aide de réseaux de chronométrie de pulsars, qui peuvent caractériser l'histoire de la fusion cosmique des systèmes binaires de trous noirs,. Les systèmes émettent des ondes gravitationnelles nanohertz. Après avoir terminé son doctorat, Mingarelli a reçu une bourse internationale Marie Curie de l'Union européenne, qu'elle a apportée au California Institute of Technology. Là, elle a continué à travailler sur les ondes gravitationnelles. À Caltech, elle a enseigné aux étudiants de l'école d'astrophysique des ondes gravitationnelles les réseaux de chronométrie de pulsars. Mingarelli a passé la phase de retour de la bourse Marie Curie à l'Institut Max-Planck de radioastronomie. Elle est régulièrement conférencière invitée à des conférences scientifiques.

## Engagements publics
Mingarelli est apparue sur Stargazing Live en 2012. Elle a participé à l'émission The Naked Scientists de la BBC Radio Cambridgeshire. En 2013, la Royal Astronomical Society a sélectionné Mingarelli comme voix du futur et elle a assisté à une séance d'interview à la Chambre des communes. Elle apparaît régulièrement dans des podcasts et des séries vidéo sur le thème de la science,,. Elle a été impliquée dans Smart Girls d'Amy Poehler, en tant que blogueuse et interviewée. Après la première détection d'ondes gravitationnelles, Mingarelli fut présentée dans The New York Times. Elle a contribué à des revues scientifiques de vulgarisation, notamment Scientific American, Nautilus, The Wall Street Journal, Gizmodo, Wired et New Scientist,. Mingarelli maintient une présence sur les réseaux sociaux sur des sites tels que Twitter, où elle défend « la science, le café et le pouvoir des filles » (« science, coffee and girl power »).